# The Roommate - Il terrore ti dorme accanto
The Roommate - Il terrore ti dorme accanto (The Roommate) è un film del 2011 diretto da Christian E. Christiansen.
Tra gli interpreti principali del film figurano Minka Kelly, Leighton Meester, Danneel Harris, Cam Gigandet e Alyson Michalka.

## Trama
Alla matricola Sara Matthews viene assegnata come compagna di stanza Rebecca, una ragazza all'apparenza gentile e simpatica, con cui stringe amicizia. Le cose iniziano però a peggiorare quando Rebecca comincia a dimostrarsi ossessionata ed iperprotettiva nei confronti dell'amica, arrivando perfino a minacciare ed uccidere le persone a lei vicine. Dopo essersi resa conto dello stato mentale di Rebecca, affetta da schizofrenia, Sara decide di evitarla e si trasferisce con il suo nuovo ragazzo lontana dal dormitorio. Rebecca trova comunque il modo di avvicinarla, seducendo ed imprigionando una sua cara amica, Irene. Dopo una lotta furiosa, Sara pugnala Rebecca, mettendo fine a tutto.

## Produzione
Con un budget di 16 milioni di dollari, il film è stato girato interamente a Los Angeles, California, presso la Loyola Marymount University.

## Distribuzione
Il film è stato distribuito nelle sale cinematografiche statunitensi il 4 febbraio 2011 a cura della Screen Gems.
In Italia il film è uscito il 22 luglio 2011 direttamente per il mercato DVD su distribuzione Sony Pictures.

## Accoglienza

### Incassi
Nel primo fine settimana di programmazione il film ha incassato 15,6 milioni, posizionandosi al primo posto nella classifica dei film più visti in America, battendo il film prodotto da James Cameron Sanctum 3D.